# Holý vrch (Jičínská pahorkatina)
Holý vrch (372 m n. m.) je vrch v okrese Jičín. Leží asi 1 km vjv. od vsi Nadslav na jejím katastrálním území a částečně území obce Bukvice.

## Popis vrchu
Je to hřbetový výběžek plošiny spadající příkrým svahem k jihozápadu do údolí říčky Mrliny (převýšení vrchu nad dnem údolí je cca 70 m). Na tomto členitém svahu jsou v blízkém okolí i další výběžky, jihovýchodně elevace 366 m a severozápadně 370 m. Mateřská plošina je oddělena na severovýchodě mělkým údolím od Velišského hřbetu. Tvoří ji svrchnokřídové vápnité jílovce, slínovce a pískovce, jež vystupují na několika místech na svazích. Na severu jsou pískové, štěrkové a sprašové sedimenty. Pod západním svahem hřbítku pramení přítok Mrliny. Dříve lysý vrch je nyní zalesněn smíšeným lesem.
Na Holém vrchu byla v roce 2006 vztyčena přes tři metry vysoká pískovcová stéla s vytesaným kryptogramem Mariánské zahrady a erbem rodiny Schliků, což jsou dva hlavní symboly unikátní barokní komponované krajiny, která se rozkládá zhruba mezi Dolním Lochovem, Vokšicemi, Jičíněvsí a Holým vrchem, jenž byl kdysi významným prvkem této krajiny.

## Geomorfologické zařazení
Vrch náleží do celku Jičínská pahorkatina, podcelku Turnovská pahorkatina, okrsku Jičíněveská pahorkatina a podokrsku Střevačská pahorkatina.

## Přístup
Automobil lze nejblíže zanechat u Nadslavi nebo Křeliny. Kolem vrchu vedou lesní cesty. Nadslaví vede červen turistická stezka, na severu přes Velišský hřbet vede žlutá stezka.